# 塩竈市議会
塩竈市議会（しおがましぎかい）は、宮城県塩竈市の地方議会である。

## 概要
- 定数：18人
- 任期：4年。議会解散が実施されれば任期満了前であっても議員任期は終了する。
- 前回選挙：2023年（令和5年）8月27日投開票[1]

- 選挙区：市全体を1選挙区とする大選挙区制（単記非移譲式）
- 所在地：宮城県塩竈市旭町1番1号
- 主な役割：審議、議決、一般質問、代表質問、同意、市政のチェック、請願や陳情の審査、意見書の提出、調査研究、充て職、行政行事出席等

### 委員会
- 議会運営委員会

#### 常任委員会
- 総務教育常任委員会
- 民生常任委員会
- 産業建設常任委員会

### 定例会
- 3月、6月、9月、12月

### 事務局
- 議会事務局

## 会派
| 会派名               | 議員数 | 所属党派           | 議員名（◎は会長）                      | 女性議員数 |
| -------------------- | ------ | ------------------ | -------------------------------------- | ---------- |
| 日本共産党塩釜市議団 | 4      | 日本共産党         | 伊勢由典、小高洋、辻畑めぐみ、鈴木悦代 | 2          |
| 市民クラブ           | 3      | 自由民主党・無所属 | 鎌田礼二、志子田吉晃、今野恭一         | 0          |
| 塩竃維新の会         | 1      | 日本維新の会       | 桑原成典                               | 0          |
| 塩釜を元気にする会   | 4      | 自由民主党・無所属 | 西村勝男、伊藤博章、土見大介、柏恵美子 | 1          |
| 公明党               | 3      | 公明党             | 浅野敏江、小野幸男、菅原善幸           | 1          |
| かいしん             | 3      | 無所属             | 志賀勝、鈴木新一、佐藤公男             | 0          |
| 計                   | 18     |                    |                                        | 4          |

（令和6年2月15日現在）

## 議員報酬等
| 役職   | 議員報酬        | 政務活動費 |
| ------ | --------------- | ---------- |
| 議長   | 月額 49万8000円 | 月額 2万円 |
| 副議長 | 月額 43万7000円 | 月額 2万円 |
| 議員   | 月額 40万9000円 | 月額 2万円 |

- 別途、年2回期末手当あり
- 政務活動費の残金は市に返還する義務がある
- 議員年金は2011年（平成23年）6月1日で廃止されている